# Ian Chesterton
Ian Chesterton è un personaggio immaginario interpretato da William Russell nella serie televisiva britannica di fantascienza Doctor Who.
È uno dei compagni di viaggio del Primo Dottore, ed apparve nelle prime due stagioni del programma, dal 1963 al 1965. Nel film Dr. Who and the Daleks (1965), il personaggio venne interpretato da Roy Castle, ma con tratti della personalità molto diversi ed un background differente. In totale, Ian Chesterton apparve in 16 storie (77 episodi) della serie classica di Doctor Who.

## Biografia del personaggio
Ian Chesterton è un insegnante di scienze presso la Coal Hill School e una delle sue colleghe è Barbara Wright, insegnante di storia. Una delle loro studentesse, Susan Foreman, nipote di un misterioso "Dottore", mostra di possedere inaspettate conoscenze in materia storica e scientifica, molto al di sopra rispetto ad una normale adolescente del suo tempo. Nel tentativo di indagare sulle strane capacità della giovane, i due decidono di seguirla fino a casa dopo la scuola per parlare con il nonno della ragazza. Giunti in una sorta di deposito di rottami, Ian e Barbara scoprono che Susan e suo nonno, il "Dottore", sono degli esuli provenienti da un altro pianeta e viaggiano nello spazio e nel tempo in una macchina definita da Susan "TARDIS" dall'acronimo "Time & Relative Dimension in Space". Poiché Ian e Barbara hanno scoperto la verità, il Dottore li porta via sul TARDIS contro la loro volontà, dando inizio alle loro avventure.
Ian fornirà al gruppo una forte figura maschile e "paterna", in grado di proteggere gli altri con la forza fisica, cosa impossibile per l'anziano Dottore. Il suo obiettivo principale, almeno nelle prime storie, è quello di salvaguardare la vita dei membri dell'equipaggio del TARDIS, spesso entrando apertamente in contrasto con il Dottore che non esita a mettere in pericolo gli altri per soddisfare la sua propria curiosità. Inoltre, si intuisce fin da subito l'affinità che lega Barbara e Ian, anche se la natura della loro relazione non viene mai esplicitata nel corso della serie, ed il loro matrimonio futuro verrà svelato solamente 45 anni dopo.
Ian mostra di essere in possesso di molteplici abilità nel corso della serie. Riesce ad accendere il fuoco con legnetti e foglie secche (An Unearthly Child), cavalca, sa tirare di scherma (The Romans) ed è a conoscenza dei punti di pressione nel corpo umano che possono paralizzare un avversario (The Aztecs). Si dimostra estremamente protettivo nei confronti di Barbara, arrivando anche a partire in solitaria per una pericolosa missione con lo scopo di salvare la donna dai saraceni nell'episodio The Crusade. In questa stessa storia, viene anche nominato "cavaliere" da Re Riccardo I d'Inghilterra con il nome "Sir Ian di Giaffa". Dopo molte avventure, Ian e Barbara, separandosi a malincuore dal Dottore, riescono a far ritorno sulla Terra usando una macchina del tempo dei Dalek, due anni dopo la loro scomparsa originaria.

## Riferimenti successivi
Ian Chesterton viene menzionato in La morte del Dottore, una storia in due parti dello spin-off di Doctor Who Le avventure di Sarah Jane (2010). Sarah Jane Smith riferisce che Ian e Barbara si sono sposati, sono diventati entrambi professori, vivono a Cambridge, e si dice che non siano invecchiati per nulla rispetto agli anni sessanta.

## Dr. Who and the Daleks
Nel film del 1965 Dr. Who and the Daleks, Ian Chesterton è il fidanzato di Barbara, la nipote di Dr. Who. Invece del coraggioso uomo d'azione della serie tv, questa versione del personaggio di Ian è un goffo idiota che riesce a cavarsela più per fortuna che per le abilità dimostrate. In Daleks - Il futuro fra un milione di anni (Daleks - Invasion Earth 2150 AD), altro film del 1966 ispirato a Doctor Who, il personaggio di Ian è rimpiazzato da quello di Tom Campbell, che svolge più o meno lo stesso ruolo di Ian nell'episodio The Dalek Invasion of Earth.